# Нальчикский район
Нальчикский район (кабард.-черк. Налшык куей, карач.-балк. Нальчик район) — административный район в составе Кабардино-Балкарской АССР.
Административный центр — село Нартан (с 1939 по 1956 год).

## География
Нальчикский район располагался в предгорной зоне республики и занимал центральную часть КБАССР (в основном земли вокруг города Нальчик).

## История
Нальчикский округ был образован 16 января 1922 года. Административным центром являлся город Нальчик, который в состав округа не входил.
В 1931 году Нальчикский округ был преобразован в Нальчикский район.
В 1937 году сёла Чёрная Речка и Герменчик (с посёлком Пенькозавод) были переданы из Нальчикского района в состав Урванского района.
28 февраля 1939 года административный центр района был перенесён из Нальчика в село Нартан.
В 1944 году посёлок Александровский включён в состав города Нальчик. Сёла Чегем Первый, Чегем Второй, Лечинкай и Шалушка переданы в состав Чегемского района, а сёла Аушигер и Герпегеж включены в состав новообразованного Советского района.
24 мая 1956 года Указом Президиума Верховного Совета РСФСР, Нальчикский район был упразднён. Урванский сельсовет передан в состав Урванского района. Кенженский и Нартановский сельсоветы переданы в Чегемский район. Вольно-аульский и Пригородный сельсоветы переданы в состав Нальчикского горсовета.

## Административное деление
К 1938 году в состав Нальчикского района входили:
| №  | Сельсоветы                | Населённые пункты                            | Современное состояние                     |
| 1  | Александровский сельсовет | посёлок Александровский, посёлок Пригородный | входит в состав города Нальчик            |
| 2  | Аушигерский сельсовет     | село Аушигер                                 | входит в состав Черекского района         |
| 3  | Вольно-аульский сельсовет | село Вольный Аул                             | входит в состав города Нальчик            |
| 4  | Герпегежский сельсовет    | село Герпегеж                                | входит в состав Черекского района         |
| 5  | Кенженский сельсовет      | село Кенже                                   | входит в состав городского округа Нальчик |
| 6  | Лечинкайский сельсовет    | село Лечинкай                                | входит в состав Чегемского района         |
| 7  | Нартанский сельсовет      | село Нартан                                  | входит в состав Чегемского района         |
| 8  | Урванский сельсовет       | село Урвань                                  | входит в состав Урванского района         |
| 9  | Чегемский I сельсовет     | село Чегем Первый                            | входит в состав Чегемского района         |
| 10 | Чегемский II сельсовет    | село Чегем Второй                            | входит в состав Чегемского района         |
| 11 | Шалушкинский сельсовет    | село Шалушка, посёлок Каменка                | входит в состав Чегемского района         |

## Население
По переписи 1939 года, в районе проживало 33 509 человек. Из них:
| Народ      | Численность | Доля   |
| кабардинцы | 26 186      | 78,2 % |
| русские    | 4 476       | 13,4 % |
| немцы      | 1 722       | 5,1 %  |
| украинцы   | 549         | 1,6 %  |
| другие     | 576         | 1,7 %  |
| всего      | 33 509      | 100 %  |